# Mátészalkai MTK
A Mátészalkai Munkás Testgyakorlók Köre (MMTK) Mátészalka város labdarúgó szakosztálya, jelenleg az NB III-ban játszik. A csapat eddigi legnagyobb osztálya a magyar másodosztály volt, 1930-tól 1938-ig 1940-ben, 1947-től 1950-ig, és 2000-től 2005-ig. A Mátészalkai Városi Sporttelepen játsszák mérkőzéseiket.

## Története

### Az egyesület névváltoztatásai
A csapat 1919-ben jött létre Mátészalkai TK (MTK) néven. Nagyon hamar, bő 10 évvel később már a magyar másodosztályban fociztak.
1945-ben Mátészalka kisebb labdarúgó csapatával, a Mátészalka VSE-vel egyesül, így Mátészalkai TK-VSE lett a klub neve. Ekkor is a magyar másodosztályban fociztak.
1949-ben a klub szétvált, és Mátészalkai Spartacus néven kezdik újra a csapat építését 1955-ben, ami a Megyei III. osztályban kezdte újra focikarrierjét.
1957-ben Mátészalka összes focicsapata, a Mátészalkai PVM, a Mátészalkai Fáklya SK és a Mátészalkai Traktor SK egyesül a Mátészalkai Spartacus-szal, és a klub neve visszaváltozik Mátészalkai TK-ra, a Megyei III. osztályban fociztak.
1974-ben a klub neve Mátészalkai MTK-ra (Mátészalkai Munkás Testgyakorlók Köre) változik, legmagasabb osztályuk a magyar harmadosztály volt.
2000-ben fúzió alakul ki a Kislétával, és a labdarúgó szakosztály kiválik a Mátészalkai MTK-ból, így a klub új neve Kislétai SE-Mátészalka FC lesz, akik a magyar másodosztályban fociztak.
2003-ban újraformálják a csapatot Mátészalka FC néven, legmagasabb osztályuk a magyar másodosztály volt.
2008-ban visszatér a labdarúgó szakosztályhoz, így ismét Mátészalkai MTK lesz a csapat neve, akik jelenleg is az eddig legmagasabb osztályukban, a Megyei I. osztályban fociznak.

### Az egyesület eddigi osztályai
Megyei III. - Mátészalka FC, Mátészalkai MTK
Megyei II. - Mátészalkai MTK, Mátészalka FC
Megyei I. - Mátészalkai TK, Mátészalkai MTK, Mátészalka FC
NB III. - Mátészalkai TK, Mátészalkai MTK, Mátészalka FC
NB II. - Mátészalkai TK, Mátészalkai TK-VSE, Kislétai SE-Mátészalka FC, Mátészalka FC

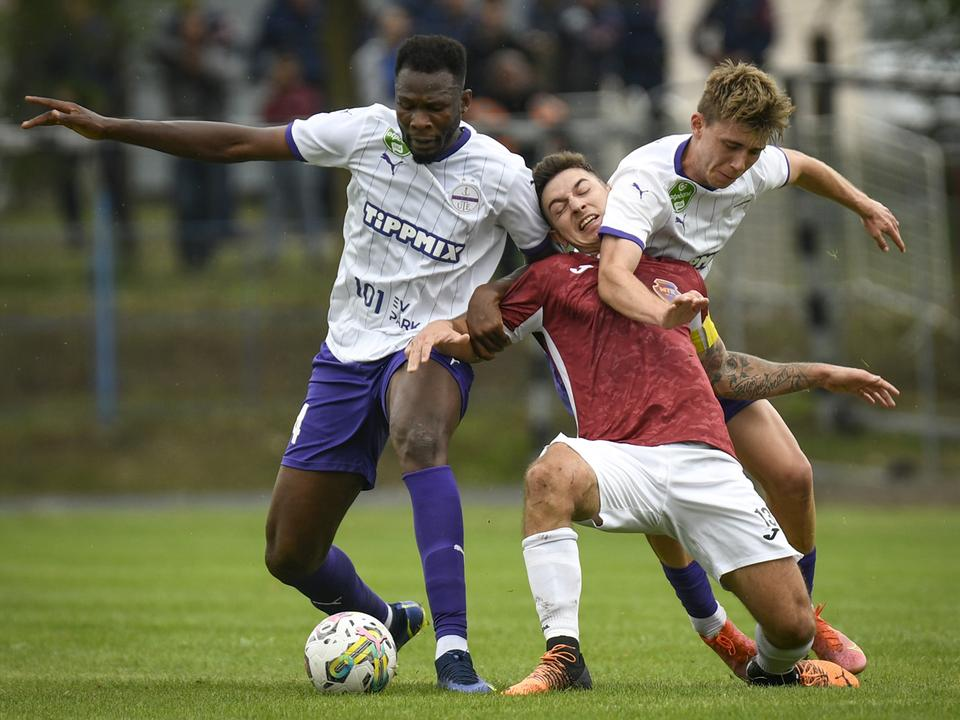
Az Újpest FC a Mátészalkai MTK otthonában

### Fontosabb mérkőzéseik
Mátészalka első nemzetközi mérkőzésére 1940. október 27-én került sor a Kassa AC (ma FC VSS Košice) csapata ellen, ahol a szlovák együttes 1-10-es győzelmet aratott.
1979. augusztus 1-én az Újpesti Dózsa Sport Club (ma Újpest FC) barátságos mérkőzésre utazott Mátészalkára, ahol 6000 néző előtt 1-1-es döntetlen született.
2022. szeptember 17-én úgyszint az Újpest FC látogatott Mátészalkára a Magyar Kupa legjobb 32 csapat közé jutásért, ahol Mátészalka vette át a vezetést Sárosi Máté góljával, azonban az Újpestiek még az első félidőben meg tudták fordítani a mérkőzést, és 1-6-ra nyerték meg azt.
A jelenleg legerősebb magyar csapat akivel bajnoki mérkőzést játszottak az a Kisvárdai SE (ma Kisvárda FC) volt, 1982. augusztus 29-én az NB III-ban 5-2-re nyert a Mátészalka.

## Jelenlegi eredmények
A csapat 2008-ban kiesett az NB III-ból, és egyesítették a labdarúgó szakosztállyal, így Megyei III. osztályban kellett újrakezdenie a csapatnak. Innen zökkenőmentesen jutott fel Megyei I. osztályig, később NB III-ba.
16 évvel azután, hogy kiestek a profi labdarúgásból, a 2023/2024-es szezonban kiharcolta az MMTK az osztályozót az NB III-ba jutásért, melyet kettős győzelemmel zárt a Dunaharaszti MTK csapata ellen.

## Játékosok

### A jelenlegi keret
2023/2024-es szezon
| #  |     | Poszt | Név               |
| -- | --- | ----- | ----------------- |
| 3  | HUN | KP    | Huszti Péter      |
| 4  | HUN | CS    | Szántó Zoltán     |
| 5  | HUN | V     | Bodó Gábor        |
| 6  | HUN | CS    | Sárosi Norbert    |
| 7  | HUN | CS    | Lyáh Artúr        |
| 8  | HUN | KP    | Fenyőfalvi Dávid  |
| 9  | HUN | CS    | Tangel László     |
| 10 | HUN | CS    | Kovács Ádám Tibor |
| 11 | HUN | CS    | Sárosi Máté       |
| 12 | HUN | V     | Csáki József      |
| 13 | HUN | CS    | Gergely Máté      |
| 16 | HUN | V     | Magyari Máté      |
| 17 | HUN | KP    | Bodó László       |

| #  |     | Poszt | Név                   |
| -- | --- | ----- | --------------------- |
| 21 | HUN | CS    | Tóth Ádám             |
| 23 | HUN | CS    | Papp Csaba            |
| 24 | HUN | V     | Hudák Máté            |
| 35 | HUN | V     | Fejes János           |
| 72 | HUN | K     | Szilágyi Patrik Péter |
| 93 | HUN | CS    | Toldi András Dávid    |
| 95 | HUN | K     | Kanócz Béla           |
| 97 | HUN | KP    | Kovács Balázs         |